# Рейчел Спорн
Рейчел Спорн (англ. Rachael Sporn, 26 травня 1968) — австралійська баскетболістка.
Срібна призерка Олімпійських Ігор 2000, 2004 років, бронзова призерка 1996 року.
Бронзова призерка Чемпіонату світу 1998 року.